# Annabelle’s Garden
Annabelle’s Garden ist eine Band aus Buchholz in der Nordheide, die 1991 von Derek B. Richards, Anya Zuchold, Peter Spiegel und Jan Drossart formiert wurde. Sie ging aus der Fusion der beiden Vorgänger-Bands Beyond Despair und La Lisa hervor. In vielen ihrer Songs bringt die Band eine starke Naturverbundenheit und eine Vorliebe für Esoterik zum Ausdruck, stilistisch ist sie dem Dark-Wave- und Neofolk-Umfeld zuzurechnen.

## Geschichte
Bis 1993 veröffentlichte Annabelle’s Garden zahlreiche Kassetten sowie einige Kompilationsbeiträge, unter anderem auf den Samplern 040 - Hamburg Strikes Back (1992), Taste This Vol. 1 (1993) und Heavenly Voices Part 1 (1993).
Mit den Werken Wo sind nur eure Götter hin und Blütenrausch, die beide auf dem britischen Label Kenaz erschienen, zählte sie in den frühen 1990er Jahren zu den ersten Gruppen in Deutschland, die Neofolk-Kompositionen nach britischem Vorbild schufen und damit einige Bekanntheit in Deutschland, Frankreich und Italien erlangten. Speziell Frankreich zeigte sich an der Musik interessiert, sodass Annabelle’s Garden eine Zusammenarbeit mit der französischen Plattenfirma Prikosnovénie einging und 1994 das Tape Blumen veröffentlichte. Wo sind nur eure Götter hin wurde etwa zeitgleich über Kenaz an das französische Label Semantic lizenziert, das jedoch die Gewinne aus den Verkäufen der Band vorenthielt. Kenaz stellte daraufhin die Kooperation mit Semantic ein.
Zusammen mit Künstlern wie Clair Obscur, Cocteau Twins, In the Nursery oder den Dreadful Shadows absolvierte Annabelle’s Garden 1994 einen Auftritt beim Wave-Gotik-Treffen. Ein Jahr später trat sie mit Ordo Equitum Solis und Sixth Comm/Mother Destruction auf. Vor allem mit Sixth Comm/Mother Destruction, die bei Live-Auftritten von Annabelle’s Garden auch instrumentell unterstützt wurde, bestand eine tiefe Freundschaft.
2010 erlebte Annabelle's Garden dank der Bemühungen des US-amerikanischen Labels Dais Records eine Renaissance. Nachdem die Labelgründer Gibby Miller und Ryan Martin mehrere Jahre vergeblich versucht hatten, Kontakt mit den ehemaligen Bandmitgliedern aufzunehmen, gelang dies Ende 2009 endlich mit dem Ergebnis, dass eine Kooperation vereinbart wurde. Im Dezember 2013 veröffentlichte Annabelle's Garden bei Dais unter dem Titel Time's No Measure 1987 - 1993 das erste von drei geplanten Vinyl-Doppelalben. Auf diesem ist nicht nur das gesamte Repertoire ihres Albums Wo sind nur eure Götter hin enthalten, sondern zusätzlich drei rare Studioaufnahmen, die vorher lediglich auf Kompilationen und Tapes zu hören waren. Time's No Measure 1994 - 1997 soll sich der Ära der Blütenrausch Alben widmen, während der dritte Teil der Serie sich den frühen Tape-Aufnahmen von Annabelle’s Garden widmen soll.
Nach und nach soll das gesamte Studiomaterial von Annabelle's Garden über den weltweiten Vertrieb The Orchard zum digitalen Download verfügbar gemacht werden.
Seit Ende 2010 ist Annabelle's Garden auch dabei, in der Konstellation Jan Drossart, Fiedi Moehle und Derek Richards neues Material zu produzieren, welches sukzessive veröffentlicht wird.

## Diskografie

### Tape- und CD-Veröffentlichungen
- 1991: Annabelle’s Garden 1 (MC)
- 1992: In ein Morgen... (MC)
- 1992: Die andere Front (MC)
- 1992: Winter Moon Descends (MC)
- 1993: Wo sind nur eure Götter hin (CD, Kenaz)
- 1994: Blumen (MC, Prikosnovénie)
- 1995: Blütenrausch (CD, Kenaz / EFA)
- 1996: Demo 7-96 (MC)
- 2013: Time's No Measure 1987 - 1993 (Doppel-LP, Dais Records)

### Kompilationsbeiträge
- 1992: 040 - Hamburg Strikes Back (CD, Hypnobeat)
- 1993: Taste This Vol. 1 (CD, Discordia)
- 1993: Heavenly Voices Part 1 (CD, Hyperium)